# Mondseeberg
Mondseeberg är en bergstopp i Österrike.   Den ligger i distriktet Vöcklabruck och förbundslandet Oberösterreich, i den centrala delen av landet, 230 km väster om huvudstaden Wien. Toppen på Mondseeberg är 1 029 meter över havet, eller 52 meter över den omgivande terrängen. Bredden vid basen är 1,3 km.
Terrängen runt Mondseeberg är huvudsakligen kuperad. Närmaste större samhälle är Mondsee, 1,9 km sydväst om Mondseeberg. 
I omgivningarna runt Mondseeberg växer i huvudsak blandskog. Runt Mondseeberg är det ganska tätbefolkat, med 120 invånare per kvadratkilometer.